# Бой при Радзымине (1809)
Бой при Радзымине (пол. Bitwa pod Radzyminem) произошёл 25 апреля 1809 года во время польско-австрийской войны (часть войны Пятой коалиции) примерно в 20 км к северо-востоку от Варшавы.
После битвы при Рашине 19 апреля польские войска под командованием князя Юзефа Понятовского оставили Варшаву незащищенной и отошли к нескольким расположенным поблизости крепостям (в первую очередь к Модлинской крепости и Сероцку). Австрийцы захватили польскую столицу 23 апреля, но это была пиррова победа, так как австрийские силы были теперь серьезно истощены и имели все еще непобедимого противника в окрестностях Варшавы, а также новые польские войска, набираемые в тылу, в Великопольше. Австрийский главнокомандующий эрцгерцог Фердинанд Карл Йозеф Австрийский-Эсте разместил в Варшаве гарнизон из 10 000 солдат и разделил свои оставшиеся силы, отправив около 6 000 солдат под командованием генерала Иоганна Фридриха фон Мора на правый берег Вислы, а остальных - в сторону Торуни и других целей на левом берегу. Войска Мора форсировали реку у Карчева и 24 апреля осадили небольшой польский гарнизон Праги. Однако на следующий день осаждающие были атакованы с тыла польской дивизией, вышедшей из Модлинской крепости под командованием генерала Михала Сокольницкого. В так называемой битве при Грохове наступление австрийских войск потерпело поражение, и поляки успешно отступили.
Одновременно дальше на северо-восток, у Радзымина, польские войска предприняли еще одну атаку на истощенных австрийцев. Город удерживали относительно небольшие австрийские силы в составе двух батальонов и отряда гусар. Польские силы состояли из эскадрона уланов и одного пехотного батальона Юлиана Серавского. Войска поддерживались одной 2-орудийной батареей конной артиллерии. Ночью 24 апреля польские войска покинули Сероцк и форсировали Нарев, достигнув Радзымина до рассвета. Рано утром 25 апреля отряд одновременно атаковал город с двух сторон. Австрийцы отошли к центру города, где вскоре их кавалерия была вынуждена отступить, а пехотные батальоны оказались в окружении. После непродолжительного рукопашного боя два австрийских батальона с оставшимися 37 офицерами сдались.
Потери польской стороны составили 19 убитых и 27 раненых. Потери австрийцев составили около 2000 военнопленных, а также много убитых и раненых. Победа в бою воодушевила поляков. Наконец, 2 и 3 мая весь корпус под командованием генерала Мора потерпел поражение у Островека, а его понтонный мост через реку был разрушен, что предотвратило любые дальнейшие попытки продвинуться дальше на восток. Это дало полякам достаточно времени, чтобы оставить австрийцев, запертых в Варшаве, на произвол судьбы и освободить большую часть Галиции без особого сопротивления со стороны врага.